# Supercoppa portoghese 2021 (pallavolo maschile)
La Supercoppa portoghese 2021, 25ª edizione della Supercoppa nazionale di pallavolo maschile, si è svolta il 2 ottobre 2021: al torneo hanno partecipato due squadre di club portoghesi e la vittoria finale è andata per la decima volta, la quarta consecutiva, al Benfica.

## Regolamento
La formula ha previsto una gara unica.

## Squadre partecipanti
| Squadra          | Qualificazione                         |
| ---------------- | -------------------------------------- |
| Benfica          | Vincitrice Primeira Divisão 2020-21    |
| Sporting Lisbona | Vincitrice Coppa di Portogallo 2020-21 |

## Torneo
| 2 ottobre 2021 Pavilhão Municipal Santo Tirso, Santo Tirso Durata: ? - Spettatori: ? | Benfica | 3 - 2 | Sporting Lisbona | 23-25, 25-21, 25-23, 30-32, 15-12 |